# Big Pokey
Milton Powell (Houston, Texas; 29 de noviembre de 1974 -18 de junio del 2023), más conocido por su nombre artístico Big Pokey, fue un rapero estadounidense de Houston, Texas. Big Pokey estaba asociado con la música cortada y jodida, y fue uno de los miembros originales de Screwed Up Click.

## Carrera
Big Pokey comenzó a rapear con el productor de Houston DJ Screw a principios de la década de 1990 y lanzó canciones en muchos de los mixtapes de DJ Screw. Big Pokey apareció en el mixtape de DJ Screw "June 27th Freestyle", que se convirtió en un álbum histórico en el hip hop picado y jodido.
Su primer álbum de larga duración, Hardest Pit in the Litter, apareció a principios de 1999. Al año siguiente, Pokey regresó con D-Game 2000, otro álbum de ritmos de medio tiempo impulsados por 808 con varios de sus compañeros de Houston como invitados. En el 2001, colaboró con Wreckshop Wolfpack para Tha Collabo y luego regresó en 2002 con otro álbum en solitario, Da Sky's Da Limit. En 2004, un clip de la canción de Pokey "Who Dat Talkin Down" apareció en el episodio piloto de Entourage de HBO. En el 2005, Pokey apareció en la canción de Paul Wall "Sittin' Sidewayz", que alcanzó el puesto 93 en el Billboard Hot 100 de los EE. UU.

## Fallecimiento
El 17 de junio de 2023 se desplomó actuando en un bar de Beaumont, Texas. Fue hospitalizado y murió durante la noche del 18 de junio.